# Dengizich
Dengizich (griechisch: Δεγγιζίχ, De(n)gizikh; auch Dengesich, Denghizik, Dintzic oder Denzic; † 469) war einer der zahlreichen Söhne Attilas, des Königs der Hunnen.
Dengizich wurde nach dem Tod seines Vaters 453 von dem Gepidenkönig Ardarich in der Schlacht am Nedao in Pannonien geschlagen, wobei sein ältester Bruder, Ellac, den Tod fand. Daraufhin zog sich Dengizich mit seinen noch lebenden Brüdern ans Schwarze Meer zurück, von wo aus er gegen die Ostgoten und Römer Krieg führte. Er belagerte vergeblich Bassiana in Pannonien, wo er von den Ostgoten zurückgeschlagen wurde. Zusammen mit Ernak bemühte er sich um vertragliche Regelungen mit Ostrom, was aber scheiterte. Dengizich wurde 469 in Thrakien von dem römischen Feldherrn Anagastes erschlagen, sein Kopf wurde in Konstantinopel zur Schau gestellt. Mit ihm erlosch Attilas Sippe.

## Etymologie
Der auf türkische Quellen spezialisierte Historiker Omeljan Pritsak hält den Namen für eine Bildung aus dem alttürkischen bzw. hunnischen Wort dengit (Meer) und dem Suffix -zic (Denjičig, „wie ein Meer“). Damit entstamme der Name womöglich demselben semantischen Feld wie der seines Vaters Attila („der ozeanische, universelle Herrscher“). Allerdings ist die sprachfamiliäre Zuordnung der hunnischen Sprache umstritten.